# Mansión de Alexander T. Stewart
La mansión de Alexander T. Stewart fue una mansión de Nueva York en la esquina noroeste de la calle 34.
En 1869 y 1870, AT Stewart construyó el primero de los grandes palacios de la Quinta Avenida,  frente a la decana de la sociedad de Nueva York, Caroline Schermerhorn Astoren la esquina noroeste de la calle 34, Su arquitecto fue John Kellum. Cuando toda la Quinta Avenida era de casas adosadas de piedra rojiza, la estructura ignífuga de Stewart al estilo del Segundo Imperio francés estaba revestida con mármol.
Tenía tres plantas principales y un ático abuhardillado. Se utilizó un entrepiso a la altura de la cornisa como almacén. La casa estaba separada de las aceras por un pozo de luz a modo de foso que iluminaba las áreas de servicio en el sótano. El salón principal ocupaba todo el largo de la fachada de la Quinta Avenida de la casa.
A la muerte de la viuda de Stewart en 1886, se alquiló como sede del Manhattan Club y fue retratado con pintura en 1891 por Childe Hassam. Fue demolida en 1901 para dar paso a las nuevas instalaciones de Knickerbocker Trust Company.

## Otras lecturas
- Kathrens, Michael C. (2005). Great Houses of New York, 1880-1930. New York: Acanthus Press. p. 103. ISBN 978-0-926494-34-3.

- Datos: Q114705394
- Multimedia: Alexander T. Stewart Mansion / Q114705394